# 孫立人
孫立人（1900年12月8日—1990年11月19日），字撫民，號仲能，安徽省廬州府舒城縣三河鎮人，中华民国陆军二级上将。孙立人在清華大學庚子賠款留美預科1923屆毕业后，先后获得美国普渡大學土木工程學士學位、美国維吉尼亞軍校博雅教育學士学位，是抗日戰爭時期少數留美、且不是中華民國陸軍軍官學校出身的軍官。拥有美国留学背景的中華民國財政部部長宋子文賞識留美軍人，因此孫立人的从军历史是從財政部稅警總團特科兵團團長起家。
1942年，孙立人任国民革命军陆军新编第三十八师师长（後編入国民革命军陆军新编第一军），被派往英属緬甸指挥仁安羌之战，並退日軍，救出7000余被围英軍及500多名西方記者和傳教士，在此戰後孙立人被英軍和美軍暱稱為“中國的隆美爾”或“東方隆美爾”，意为孫立人與德國名將隆美爾一樣足智多謀。同年，他拒絕與上級杜聿明穿過熱帶叢林野人山撤回雲南，而改為率军撤往英屬印度，这是他一生最重要的軍事決定。而杜聿明最終領兵逾半出不了山，大多死於瘴氣。第二次世界大战胜利后，英國授予了孙立人大英帝國司令勳章，是極少數得到该荣誉的外國軍官，亦為四名獲授美國功勳勳章的中國軍官（與蔣中正、戴安瀾和謝莽）。第二次國共內戰前期，孫立人在東北戰場與中國人民解放軍林彪所辖部隊相持，參與了第二次四平战役和臨江戰役等，但與上級杜聿明將帥不和，於1947年4月被調閒職，未參與第二階段作戰。1947年11月，孙立人被被調台灣，主要负责在位于高雄凤山的中華民國陸軍軍官學校第四军官训练班训练和整编军队。1955年，孙立人遭蔣中正指控涉嫌孫立人兵變案，被軟禁33年。1990年，孫立人病逝於家中，享壽89歲。

## 生平

### 家譜與祖籍疑團
孫立人為龍舒孫氏第八代。始祖孫正仁本為徽州府休寧縣人，貢生，雍正年間遷舒城縣東三河鎮南岸經商，自此書香門第，八代之內出了三個進士。孫立人天祖的弟弟孫序賢為嘉慶二十五年進士（1820年），刑部雲南司員外郎，其子孫觀為道光二十七年進士（1847年），任直隸布政使。自孫觀起，孫家與淮軍關係密切。高祖孫恆是太學生。曾祖孫明詩是貢生。祖父孫炳焱是邑庠生（秀才），授七品文林郎。1853年太平軍據守三河鎮，祖父孫炳焱往南18公里移居廬江縣北金牛鎮，蓋仿徽宅，然而族人仍居三河鎮做生意。1869年父親孫熙澤生於金牛鎮，舉人，受淮軍勢力支持，官至濟南商埠地方審判廳廳長、山東高等審判廳廳長。父親的親兄（後來出繼）孫浤澤光緒六年進士（1880年），廣西賀縣縣令，被上司奏劾奪官，淮軍將領、台灣巡撫劉銘傳急電召孫浤澤任台灣滬尾海關監督。孫立人1900年生於金牛鎮。舒城縣三河鎮南岸今屬肥西縣。祖籍按傳統以祖父為準，故孫立人祖籍三河镇，父子故居均在金牛鎮。舒城縣、廬江縣均處合肥與桐城之間，孫家書香門弟，受桐城派影響甚深，與合肥反無關係。

### 童年
孫立人父親孫熙澤是清末舉人，被派任為山東登州府知府，舉家前往青島居住。清朝末年，由於國土被列強強行租借，當時青島為德國的勢力範圍。孫立人9歲時，某天在海邊玩耍，發現了一顆極為漂亮的石頭，於是高興地將這顆石頭拿在手裡面玩耍。這時，來了幾個德國小孩，他們看見了孫立人手上的石頭，於是聯手欺負孫立人，搶走了石頭，並且打了孫立人兩記耳光，還辱罵了中國人。日後這次事件對於孫立人的影響極大，他認為「自己的國家一定要強盛，才能夠讓人民都活著有尊嚴」，也成為他日後投身軍旅的重要觸媒:275。

### 早期生涯

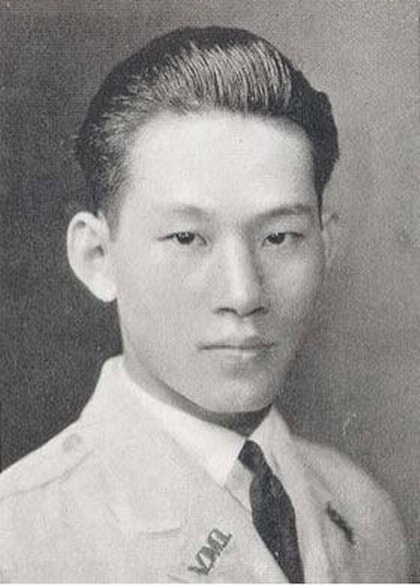
弗吉尼亞軍事學院時期。注意衣領上的VMI(Virginia Military Institute)符號

孫立人於1914年以安徽省第一名的成績考取清華學校庚子賠款留美預科（安徽省只有5個名額），接受八年的留美預備訓練。清華歷來十分注重學生的體育鍛鍊，孫立人在校風薰陶下，熱衷於籃球、足球、排球、網球、手球、棒球等各項球類運動，在眾多項目中孫立人最擅長的是籃球。1920年他任清華籃球隊隊長，率隊擊敗當時稱霸京津籃壇的北京高等師範學校，獲得華北大學聯賽冠軍。1921年入選中國男子籃球隊，參加了在上海舉行的第五屆遠東運動會，孫立人當時擔任球隊的主力後衛。當時籃球項目有菲律賓、中國、日本三國參加，東道主中國隊經過激戰，先以32-29擊敗日本，再以30-27擊敗菲律賓，獲得本屆運動會籃球冠軍，這是中國在國際大賽中第一次獲得的籃球冠軍。孫立人進清華後的第二個學期，因玩蹺蹺板受傷而住院治療，又因輸尿管障礙，休學一年，終於治癒，故在清華九年，於1923年畢業:277–286。
同年赴美留學。因其在清華學校已習基礎工程多門，故直入普渡大學三年級土木工程學，1925年學士畢業。期間曾為美國橋樑公司（American Bridge Company）受聘當設計繪圖師。1926年孫立人進入維吉尼亞軍校，因其已有學士學位，故直入博雅教育系三年級，1927年以文學士畢業，遊歷歐洲，參觀英、法、德等國軍事。
1928年孫立人回國，在國民黨中央黨務學校，任中尉軍訓隊長。1930年入陸海空軍總司令部侍衛總隊任上校副總隊長。1932年調財政部稅警總團任第二支隊上校司令兼第四團團長。起先於1933年隨稅警總團調往江西剿共，他以一個團接下一個師的防地：在永豐、丁毛山、七琴等地以寡擊眾，大破中國工農紅軍。
稅警總團由財政部部長宋子文一手創建，武器從德國購買，排以上軍官大部分由留美學生擔任。在孫立人的訓練下，其所屬部隊官兵教育水準、以及學科、術科和緝私方式的水準都遠高於一般部隊。事實上，稅警總團、第36、第87、第88師、和中央教導總隊即是第一批接受德械裝備與訓練的部隊。
由於當年孫立人任團長的第四團曾在華東射擊比赛中獲得第一名，而前十名裡面第四團共佔了七名，孫式訓練遂逐漸嶄露頭角；也因孫立人熱愛籃球，是政府撤退臺灣後，中華民國國軍早期籃球運動鼓勵提倡者。

### 抗戰初期
1937年10月，孫立人率稅警總團第四團參加淞滬會戰，與日軍血戰兩周，在周家橋破壞日軍機械化橡皮橋，七次擊退強渡蘇州河的日軍，使該地成為淞滬會戰中日軍傷亡最重之處，日軍第三师团稱孫團為其在華遭遇戰力最強之部隊。但此役孫立人為奪回友軍失去陣地，遭迫擊炮彈攻擊，身受十三處創傷，由其部屬李鴻營長指揮號長甦醒與機槍連長胡讓梨背負救出，昏厥三天後宋子文派弟弟宋子安将其立即送往香港接受完整治療,以免日軍發現被俘。
次年傷癒後，孫立人返回武漢任财政部盐务总局缉私总队长，升任财政部缉私处副处长，并且继续任盐务缉私总队总队长。重組之緝私總隊為淞滬會戰後傷癒之稅警總團殘兵（未受傷的被團長黃杰帶走改組為40師）加上新募為主，規模3團參加了保衛武漢的戰鬥，之後率部遷移到貴州都勻練兵。經過兩年嚴格的訓練，孫立人將緝私總隊由原本之三團殘兵新兵逐步擴張至六團規模。
在國民政府急需有力部隊之要求下，1941年12月財政部被迫交出部分緝私總隊半數兵力給國民革命軍重組為新編第三十八師，作為交換條件由原本財政部體系的孫立人晉任少將師長，隸屬於第六十六軍，這支部隊成為中華民國當時的主力部隊之一。

### 第一次中緬印作战

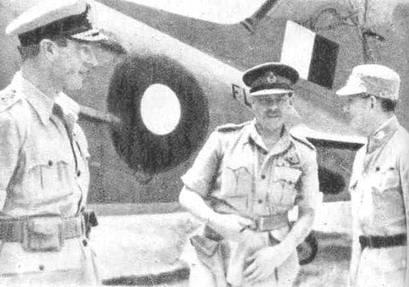
盟軍東南亞戰區總司令路易斯·蒙巴頓（英國）正與孫立人交談中。

1942年2月，中華民國組成遠征軍，下轄第五軍、第六軍和第六十六軍。4月，孫立人率新三十八師於進駐緬甸曼德勒，兼任衛戍司令，參加曼德勒會戰。4月14日，西線英帝國緬甸軍步兵第一師及裝甲第七旅被日軍包圍於仁安羌，糧盡彈缺，水源斷絕，陷於絕境。孫將軍奉羅卓英之命，派113團星夜馳援，劉放吾團長16日下午四時率部趕到巧克伯當。英緬甸軍司令斯利姆將軍17日親往會晤，命令該團乘汽車至平牆河地區會同安提司准將之戰車，攻擊並消滅平牆河北岸約兩英哩公路兩側之敵。18日凌晨113團會同安提司准將之戰車向日軍發起猛烈攻擊，至午即攻克日軍陣地，殲敵一個大隊，解救了被包围的英国南方军区司令哈罗德·亚历山大上将和威廉·斯利姆中将及七千英軍，並救出被日軍俘虜的美國傳教士、各國新聞記者及婦女五百餘人。仁安羌大捷是中國遠征軍入緬後第一個勝仗，孫立人以一個團不滿一千的兵力，擊退數倍的敵人，並救出將近萬名的友軍。因此受蔣介石頒發四等雲麾勳章表彰、美國小羅斯福總統亦授予他豐功勳章，英王喬治六世則授予他大英帝國司令勳章。 
仁安羌戰後，英國方面決定棄守緬甸，撤往印度，新三十八師奉命掩護盟軍撤退。4月下旬，英軍撤過曼德勒後繼續向西逃往印度。由于英军的潰退，导致了中國遠征軍陷入日軍包圍。中國遠征軍第一路軍副司令官杜聿明因為對蔣介石表達忠誠，拒絕了時任中國戰區參謀長史迪威要他撤往印度的指示，而执行了蒋介石令他經野人山熱帶叢林北上撤回雲南的命令，這也埋下東北剿共戰役杜聿明處處為難孫立人的伏筆。孫立人則認為野人山屬瘴癘之區，縱橫千里，難以穿越，當機立斷率新三十八師向西撤往印度。由于日軍被杜聿明率领北上的大部隊所吸引，新三十八師在撤退途中比較順利地打垮日軍的阻擊。部隊裝備不但沒有損失，還收容了數以千計的難民和英印散兵。而杜聿明所率的第五軍因遭到日軍追擊，丧失了穿越野人山的最好时机，半數葬送在野人山中，孫將軍得知後立刻派遣新三十八師搜尋並救出部分友軍轉而撤往印度。
5月底，孫立人率新三十八師到達印度邊境。英駐印邊防軍要求中國軍隊解除武裝，以難民身份進入印度。孫立人拒絕解除武裝。恰巧，為新三十八師在仁安羌解救過的英聯軍第一師師長正於當地醫院療傷，聞知孫立人部隊的情況後，即前往調解。第二天，新三十八師開進印度，英軍儀仗隊列隊奏樂，鳴炮十響以表歡迎。

### 第二次中緬印作戰

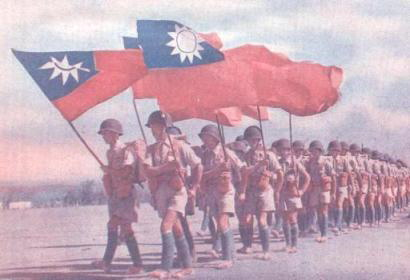
全副美式裝備的新一軍，正手持中國國旗於印度進行閱兵。1942年8月中國駐印軍正式成立，由盟軍中國戰區參謀長約瑟夫·史迪威擔任總司令一職。

1942年8月先後到達印度的中國遠征軍新三十八師和新二十二師進駐印度蘭姆珈訓練基地，番號改為中國駐印軍，開始裝備美械和訓練。10月，中國駐印軍改編成新一軍，鄭洞國任軍長，下轄孫立人新三十八師和廖耀湘新二十二師。1943年10月，中國駐印軍開始向緬北反攻。 
戰役發動後孫立人指揮新三十八師进攻胡康河谷，新一軍戰車第一營在胡康河谷之戰立下輝煌戰績。10月29日占領新平洋，12月29日攻佔於邦，1944年2月1日攻克太白加，3月4日與廖耀湘新二十二師兩路夾擊攻克孟關。3月9日，新三十八師113團與美軍麥瑞爾突擊隊聯手攻佔瓦魯班。日軍號稱“叢林作戰之王”的第18師團死傷過半，逃出胡康河谷。據日軍戰史記載：“師團長接到兩軍交鋒報告後，判斷這支敵軍只是為了掩護中美軍主力越境派出来的一支先遣部隊，首先命令富昆南部地区的第56聯隊急速前進，企圖將其各個擊破。及至該聯隊到達戰場交戰後才搞清楚，敵軍原来是中國軍第38師（孫立人師）一支勁旅，和第18师团过去在中國大陸上接觸過的中國軍隊，在素质上完全不同，因而大吃一驚。過去，日軍以優異的單兵作戰能力及較先進的裝備，在面對中國軍隊時都有壓倒性的攻勢。尤其是這個由九州編成，素有把握的第18師團轉戰中國，同中國交戰最有自信，豈料胡康河谷富昆的中國駐印軍，無論是編制、裝備，還是戰術、技術，都完全改變了面貌，儘管第56聯隊奮勇猛攻，敵軍圓形陣地在緻密的火力攻擊網和空軍的支援下不僅毫不動搖，而日軍的損失卻不斷增加。中國軍雖已遭到了將近九百名的損失，卻依舊頑強抵抗，堅守密林陣地，毫不退讓。於是立即向上级報告了這個情况，使全軍不禁大為愕然。”。
駐印軍攻占胡康河谷後，3月14日乘勝向孟拱河谷進攻。新三十八師113團從左翼翻山越嶺迂回到堅布山後方，和新二十二師兩面夾擊，29日攻佔堅布山天險，叩開了孟拱河谷的大門。4月24日，按史迪威的計劃，新三十八師和新二十二師分別向孟拱和加邁攻擊前進。5月下旬，孫立人將軍從繳獲的日軍信件中獲知：由於日軍第18師團主力在索卡道被新二十二師包圍，加邁城內兵力極為空虛，師團長田中新一坐守空城，惊恐万状。孫立人見機而行，不拘泥於原定計劃，以112團祕密渡過南高江，向加邁南面的西通迂回，切斷加邁日軍的後路；以113團向西進取加邁；以114團向南對孟拱實施大縱深穿插。6月16日，113團與新二十二師會師加邁，日第18師團團長田中新一率1,500餘殘兵倉皇南逃。6月25日，孫師114團攻克孟拱。
8月3日，中美聯軍克復密支那。至此，反攻緬北的第一期戰鬥結束。中國駐印軍給日軍王牌第18師團等部予毀滅性打擊，殲滅日軍2萬多人，一雪兩年前退兵緬甸的恥辱。史迪威稱此戰為“中國歷史上對第一流敵人的第一次持久進攻戰”。中國駐印軍攻克密支那後，部隊進行休整擴編，由新一軍擴編成兩個軍，即新一軍和新六軍。孫立人任新一軍中將軍長，下轄新三十八師和新三十師（後廖耀湘新六軍回國增援國內抗戰，其五十師編入新一軍）。 
1944年10月反攻緬北的第二期戰鬥開始。中國駐印軍由密支那、孟拱分兩路繼續向南進攻。孫立人率新一軍為東路，沿密支那至八莫的公路向南進攻，連續攻取緬甸八莫、中國南坎。

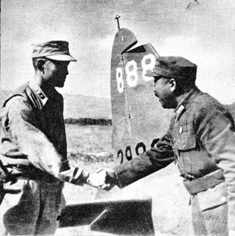
「芒友會師」：1945年1月中緬邊境芒友，中國遠征軍司令長官衛立煌與中國駐印軍新一軍軍長孫立人握手。衛立煌比孫立人大三歲，安徽合肥人，兩人出生地僅距60餘公里。

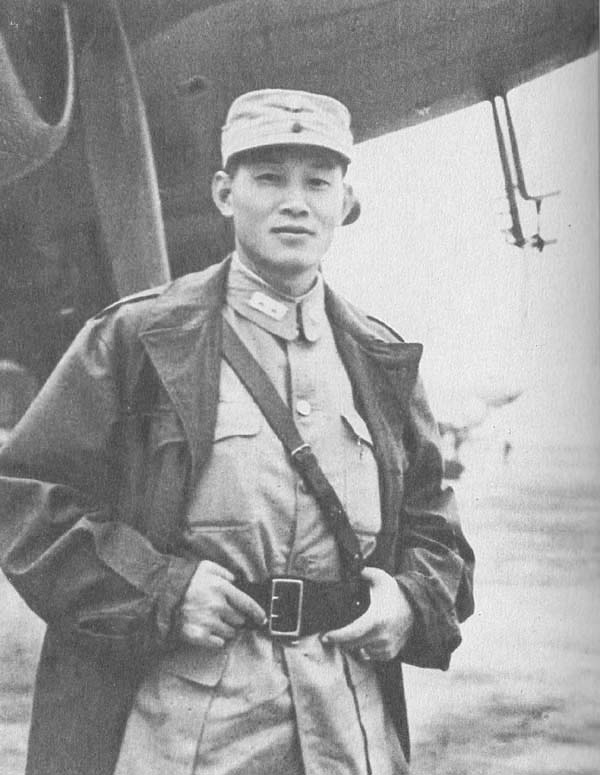
孫赴歐洲考察戰場前於重慶九龍坡機場留影（1945年）

1945年1月1日，國民政府明令頒授鄭洞國、霍揆彰、蕭毅肅、周福成、何紹周、王凌雲、孫立人、廖耀湘以青天白日勳章，頒授衛立煌以一等寶鼎勳章，頒授巴梯斯達以特種大綬卿雲勳章，頒授薩拉里架以特種大綬景星勳章:7626。1月27日，新一軍與滇西中國遠征軍聯合攻克中國境內的芒友，打通了中印公路，次日兩軍於芒友舉行會師，作為在越南河內（時稱東京）會師的前哨。隨後，孫立人指揮新一軍各師團繼續猛進，3月8日攻佔臘戍，3月23日占領南渡，24日占領西保，27日攻克猛岩，消滅中緬印邊界所有的日軍部隊，第二次中緬印戰役以勝利告終。此战孙部还逮捕一头缅甸小象，原是日军后勤作工象，取名林旺，后来随孙青年军来台养在新竹动物园，成象后上高速公路改住台北木栅与1990年代，还上台湾电视新闻报导，但林旺在2003年已逝86岁，被制成动物标本，陈示于台北动物园展览，一头缅甸象成许多台湾人遊动物园的欢乐回忆
網上有人杜撰孫立人曾下令將1200名日軍俘虜中所有到過中國的都活埋，僅一名台灣新兵未到過中國而倖免於難。此乃無稽之談。
一些當年隨孫立人遠征的38師老兵也明確否認孫下令殺過戰俘。比如葉兆言曾寫文章記載一位抗戰老兵的說法："廣州一位三十八師老兵託人打電話給我……這位老者是孫立人部下，當年在師部諜報隊服役，是活著的見證人。出於對老長官的熱愛，他強調了以下幾點：第一，日本人非常頑強，生俘的很少，所謂活埋是胡說八道。第二，活捉俘虜可以獎勵，為了邀功，也不會這麼做。第三，為獲得情報，任何一名被俘的日本士兵都有價值，為防止他們自殺，常捆綁在門板上，戰俘待遇很高，有時甚至用飛機押送，如果要殺，根本沒必要浪費時間。這位叫梁振奮的老兵特別提到了孫立人的留美經歷，說孫將軍在美國學習軍事，他接受的教育，不可能做出虐殺戰俘的不人道行為。"（《葉兆言：孫立人將軍的傳說》）
《中央日報》遠征軍隨軍記者孫克剛（孫立人的堂侄）撰寫的《緬甸蕩寇志》中記載，「前後兩期攻勢作戰，和我軍（新一軍）對壘的日軍有第二、十八、四十九、五十三和五十六五個師團，及第三十四獨立旅和其它特種兵部隊，我軍擊斃日軍共33082人，其中包括3個聯隊長和其他高級軍官，傷其75499員名，俘虜田代一大尉以下官兵323人，敵人幾乎全軍覆沒，我軍和敵軍傷亡的比列，是1：6。」
《緬甸蕩寇志》還記載：「我們又在一個叫今田寬美的俘虜嘴裡得到一篇坦白的自供，他說：『當我被俘的時候，心裡很害怕，以為一定是死，不想反而受到優待』。……後來有一個日本俘虜問反正過來的台灣籍日語譯員鍾正平說：『你看見過孫立人將軍沒有……』，鍾正平回答他說：『是的……』，『你既然見了他，為什麼不行刺？』，俘虜誤認鍾正平是日本人。鍾正平說：『人家待我好，我為什麼要加害於他呢？』俘虜默然！」

### 抗戰勝利後

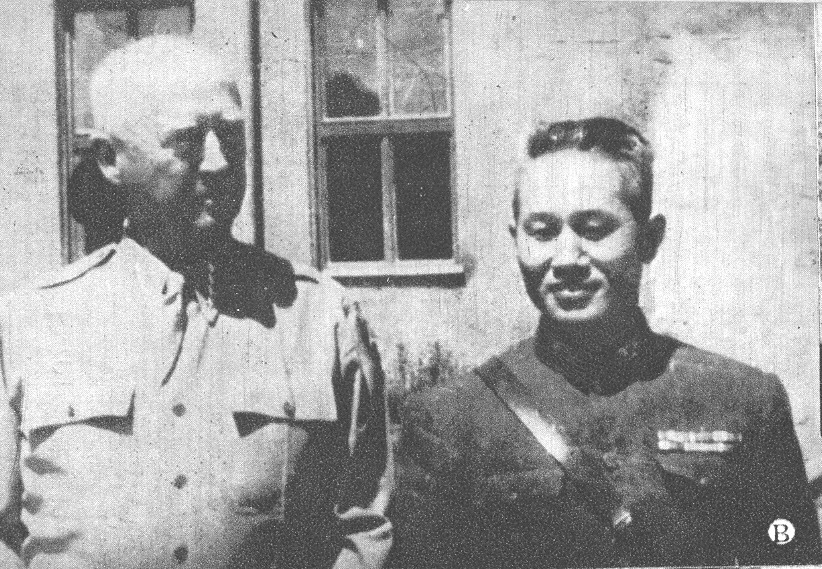
孫立人赴歐考察歐洲戰場時，於德國南部地區與喬治·巴頓將軍合影，攝於1945年。

孫立人將軍指挥新三十八師，在遠征緬甸，協同盟軍抗擊日本的戰鬥中，屢克強敵，戰功卓著，其運用的戰術、顯示的戰力備受國內外各方肯定；而被打敗的日軍在緬甸戰後史料上，尊稱他為“中國軍神”。1945年5月，孫立人率新一軍返抵廣西南寧，準備反攻廣州。同月，應歐洲盟軍最高司令艾森豪威爾之邀，孫立人赴歐考察歐洲戰場，是中國唯一被邀請的高級軍官。8月15日，侵華日軍投降。9月7日，新一軍進入廣州，接受日軍第二十三軍投降，並建造新一軍印緬抗日陣亡將士公墓。嗣後，新一軍進行了休整和擴充，成為國軍五大主力之一，號稱“蓝鹰部队”、“天下第一軍”。

### 第二次國共內戰時期
1945年8月日本投降後，蘇聯紅軍迅速佔領東北，把日本關東軍的軍火裝備提供給中共。林彪共軍至少接受“步骑枪30万支左右, 各种炮1600多门
( 含迫击炮、掷弹筒) ，坦克 20 辆左右”。就在幾個月前，整個八路軍總共只有154門炮。蘇聯紅軍把投降的滿洲國20萬軍隊交給中共整編，再加上成千上萬新近失業的男子，為生活只好當兵，使得林彪共軍從最初的6萬人轉瞬就發展到30萬，並成為共軍中作戰能力最強的部隊。
林彪是共軍將領中最能戰的“常勝將軍”，號稱東北“黑土地之狐”，率領四野佔領長春、哈爾濱、齊齊哈爾等重要城市。毛澤東命令林彪 “不惜任何犧牲”，“死守長春”，“死守四平，寸土必爭”。
1946年3月下旬，國民革命軍新編第一軍乘美艦在秦皇島登陸，同時孫立人被派往美國參加聯合國軍事參謀團會議，由於抗戰後國共關係迅速惡化，國共兩黨爭奪中國東北戰事受阻，1946年4月，國共雙方在東北戰略重鎮吉林省四平開始了第一次主力決戰。原先蔣介石曾下令限東北行營4月2日前攻下四平，可是東北保安司令杜聿明指揮國軍北上進展遲緩，前後拖延幾近兩月，中間尚有挫敗，蔣介石為此急電孫立人返國指揮新一軍。5月15日夜，孫立人趕到新一軍軍部，連夜制定攻擊計畫。5月16日，新編第五十師從正面攻擊，新編第三十師和新編第三十八師從側翼攻擊，孫立人親到各師前沿，新一軍官兵見軍長回來了，士氣大振，奮勇猛撲林彪部防線。5月17日，新五十師第一五〇團首先突破，攻克四平東南制高點五頂山，林彪指揮部隊連續反擊，始終無法奪回。5月17日，當戰事持久拉鋸不下，雙方攻守最激烈的時刻，蔣介石派首任中華民國國防部部長白崇禧飛赴東北督戰。白崇禧一到東北，即召開軍事作戰會議，重新調整作戰部署，國軍士氣大振。5月18日，白崇禧偕杜聿明赴前線指揮所督戰，指揮孫立人新一軍、廖耀湘新六軍、陳明仁第七十一軍這些中央軍精銳，分三路向四平林彪共軍進逼包抄。新編第三十八師第一一四團突破四平東北防線，新三十師第八十八團突破城南防線，林彪棄守四平。5月19日，孫立人之新一軍進占四平街，陳林達之第一九五師攻占四平街東側哈福屯，歷時33天之四平街攻防戰至此結束:8055。鄭洞國久攻不下的四平，孫立人等新軍將領只用3天於5月19日便徹底就攻克，瓦解了杜聿明5個月來與共產黨東北民主聯軍林彪對峙的僵局，林彪執行毛澤東“讓開大路，佔領兩廂”的命令退到公主嶺，杜聿明在接到投降的東北民主聯軍總部作戰科長王繼芳的情報报告共軍戰力已失，命令所屬5個軍進行超越追擊，孫立人一路前進，親率新五十師強渡遼河，攻擊公主嶺，林彪又北撤，五日內攻陷長春，隨後取回農安、德惠等戰略要地，進展順利。6月5日，攻占陶賴昭車站。此時哈爾濱中共黨軍及各類機關是一片混亂﹐正在往佳木斯方向潰散。
此時林彪部隊流傳“只要不打新一軍，不怕中央百萬兵”。但在救援海城的問題上，孫立人與杜聿明發生了矛盾，杜聿明調度有失（当时新一军离海城较远，杜聿明却坚持调新一军驰援），孫立人向蔣介石抗議，埋下將帥失和伏筆。至此1946年四、五月間，東北第一次“四平街會戰”，國軍均呈攻击态势。但此時，正值馬歇爾調停，馬歇爾不斷向蔣介石施壓，為迫使國共停戰不惜以美國援華五億貸款為要挾，敦促東北國軍停止追擊到松花江南岸為止，此舉讓林彪潰敗之軍，得以喘息。但蔣介石為了顯示國軍在松花江以北的存在，指令杜聿明派一個團渡過松花江，佔領交通要點陶賴昭堡，此地易守難攻，杜聿明命令孫立人率新五十師渡江，隔日，攻取了陶賴昭堡，此時距哈爾濱市僅六十公里，位在哈爾濱的中共黨政軍組織均已做好撤退準備，在孫立人即將攻進哈爾濱之時，1946年6月6日，蔣介石下第二次停戰令；國共停戰。張正隆的《雪白血紅》一書中寫道：“從當年的林彪到今天的老人，都說國民黨沒向江北推進是失算。否則，共產黨的日子將更難過。”蔣介石後來也反省他在1946年6月6日頒發第二次停戰令對東北戰局的影響，在他撰寫的《蘇俄在中國》中做出了這樣的結論：「可說這第二次停戰令之結果，就是政府在東北最後失敗之唯一關鍵。」

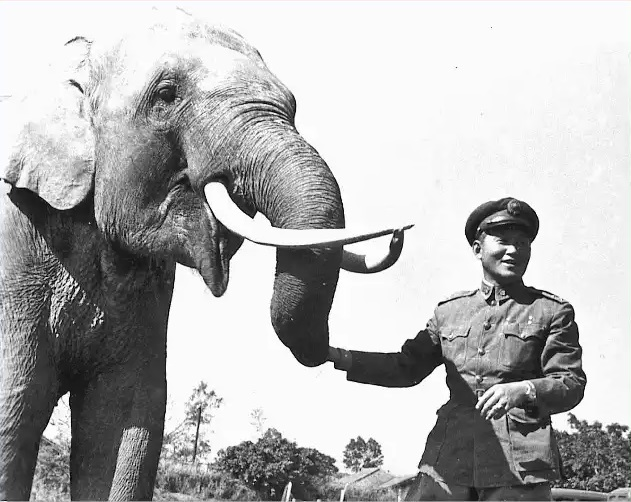
孫立人與林旺一同合影，攝於1947年。

1947年林彪為打破杜聿明的先南後北的作戰方針，先後發動了三下江南、四保臨江作戰，1947年1月5日，孫立人的新三十八師1個營被東北民主聯軍第3師包圍，孫立人命第一一三團主力解圍，結果在其塔木被全殲，但孫立人卻一直堅守松花江南岸，沒有給林彪以更大的戰果。德惠之役後，新一軍扼守松花江南岸的一個連及堅守德惠的第五十師第一四九團獲蔣中正賜名“中正連”、“中正團”。但隨後，杜聿明屢次發電向蔣中正批評孫立人，指責其作戰不力，驕橫跋扈。
4月26日，新編第一軍軍長孫立人改任東北保安副司令官，潘裕昆繼任軍長:8342。蔣介石鑑於孫立人和杜聿明不和，而且在東北国军將領中比較孤立，不可能取代杜聿明統領各軍，所以蔣介石將他升為東北保安司令部副司令長官虛職，暫時解除兵權，其新一軍軍長之職由黃埔軍校出身的第五十師師長潘裕昆接任。1947年6月16日，蔣介石接見東北保安副司令孫立人，聽取對東北戰況之報告；蔣經國飛四平、公主嶺等地視察:8371。
同年7月，蔣介石將孫立人調離東北，在南京成立陸軍訓練司令部，負責全國國防新軍訓練的重任。此消息一傳到哈爾濱後，毛澤東開慶祝會道：「我們唯一的敵人被杜聿明趕走了，東北將是我們的天下了。」8月4日，國民政府特派孫立人代理陸軍總司令兼陸軍總司令部訓練司令部司令:8393。8月31日，陸軍副總司令兼訓練司令孫立人上將，自南京飛抵臺北，籌劃國軍新軍訓練事宜:8404。陳誠赴東北，拆散新一軍組成新一軍、新七軍、把新一軍原有主要武器移交其他黃埔系將領；並且將原本已編入地方保安，接受日本關東軍精良訓練的原滿洲國軍裁撤，使許多滿軍因頓時失去生活來源而紛紛加入中國人民解放軍，大大增加中國共產黨在東北的實力。孫立人離開東北時，東北局勢雖已被動但尚未惡化至不可為地步，是国军在東北唯一全身而退的將領。
1947年11月，孫立人將陸軍訓練司令部遷到臺灣省高雄縣鳳山鎮，並從新一軍調去幾百名他在稅警總團和在緬甸作戰時期的幹部，一同前往臺灣訓練新兵，在臺灣建立新軍。

### 臺灣時期
1949年1月21日蔣發佈“引退文告”，由副總統李宗仁任代理總統與共產黨進行和談。2月11日，美國麥克阿瑟將軍派一名中將特使到台灣，以專機邀請孫到東京會談。同月，青年軍第二零一師調臺灣受訓。
1949年9月1日，孫正式就職臺灣防衛司令，第二零一師10月在金門參加金門戰役。11月，蔣在国民黨中央非常委員會第二分會中提議孫再兼東南軍政長官公署副長官，國防部亦隨之發表新職。
1950年3月1日，蔣宣佈復行視事，並發表文告，説明進退出處，一惟國民之公意是從，當此危急存亡之日，受全體軍民同胞責望之切，已無推諉責任之可能，乃決定復職:63。蔣核定國防機構系統，撤銷東南軍政長官公署:64。蔣以孫為陸軍總司令:64。孫兼任臺灣防衛總司令（當時陸軍總司令部與臺灣防衛總司令部址乃同一駐所）。10月中国人民志愿军進入朝鮮參戰。美方對蔣的態度轉變。美國参谋长联席会议為了減緩在韓戰的壓力，立即制定一份國軍行動綱領，希望國軍進行在中國邊境進行游擊戰，奪回並控制廣西、雲南等西南省分，來達到削弱甚至推翻中共的目的。孫曾向蔣提出反攻計畫，遭蔣拒絕。蔣擔心形成僵局，且顧忌曾留學美國的孫威脅他的權力。蔣願意派遣軍隊到韓國加入韓戰，美方也不同意。
孫主張軍隊國家化，對於曾留學蘇聯而時任國防部總政治作戰部主任的蔣經國以政工制度破壞現代軍事體制有不滿之意，對當時主管警備總部的彭孟緝也不假辭色。曾在1950年12月，孫召開「新年第一次年終擴大良心會」时，致詞說：「現在社會黑暗，人心不古，不但做事騙人，說話也騙人，所以社會動盪不安，就是彼此不能開誠相見，埋沒了良心之故。」因此也与蔣經國的政工系统埋下冲突之因。蔣經國向蔣構陷孫，認為孫希望藉由反攻大陸計劃，獲得更多軍事力量，會威脅到蔣的權力，主張拔除他所有軍權。
1951年5月，孫晉升陸軍二級上將，但卻只掛二星在肩頭，他堅持第三顆星要在反攻大陸時掛上。美軍顧問團（MAAG）在台北正式成立，美援的條件是國府建立起一套美國認可的國防軍事預算與監督機制。7月，一份代號為「三七五」的反攻總計畫，擬定以閩南與海南島作為反攻登陸地點，此後數月裡，美方不斷向臺北推銷反攻海南島的方案，孫也持贊同立場，然而蔣卻並不熱衷。
1952年4月，孫連任陸軍總司令。1953年6月，孫在稅警總團的老長官黃杰領三萬軍隊，自越南富國島到台灣。8月黃杰任台北衛戍司令。9月，晉升陸軍二級上將。

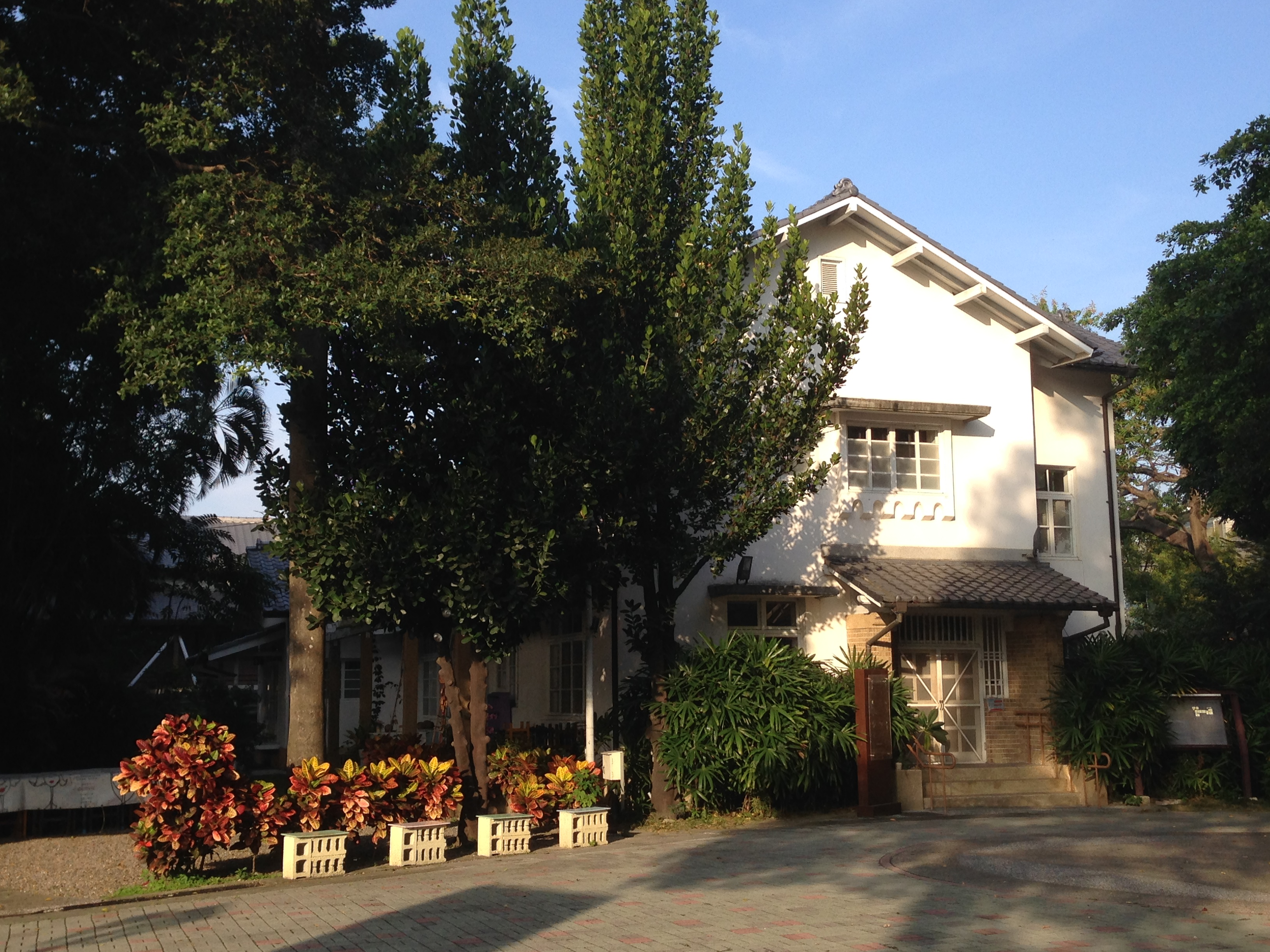
屏東市孫立人將軍行館

孫始終主張反攻大陸。1954年、1955年台灣海峽危機時，孫接受美聯社記者訪問，他承認反攻大陸是一個極危險的賭博；不過認為延遲反攻並不會減少危險性。他表示：「局勢將因中共在華南沿海增強防務而告揭曉。共黨於完成增強防務後便能向中美在臺灣海峽的空中與海面優勢挑戰。一旦失去海空控制權後便很難守住任何島嶼。」「共黨的力量外看似乎要比實際上強大；但中華民國軍隊反攻後，大陸上的匪軍將普遍起來反正，被奴役的人民將起來幫助我們。」「進攻總是一樁冒險的事，不過我們非做此冒險不可——我們在這裏除此之外還為了什麼？」
孫致力於國軍現代化，整編撤退來臺之國軍，建立完善之兵役制度與預備軍官制度。前行政院院長郝柏村亦曾經歷孫立人興辦的軍事訓練計畫，成績甚佳。古寧頭戰役的勝利，與孫的努力有關。防守第一線的二零一師就是經過孫的陸軍訓練司令部的訓練。
1954年6月24日，蔣任命黃杰為陸軍總司令，將孫調任至無實權之總統府參軍長，12月2日《中美共同防禦條約》簽訂，1955年3月3日生效，蔣氏政權在獲得美國充分保障後，已不再需要依靠孫來維繫臺美關係。

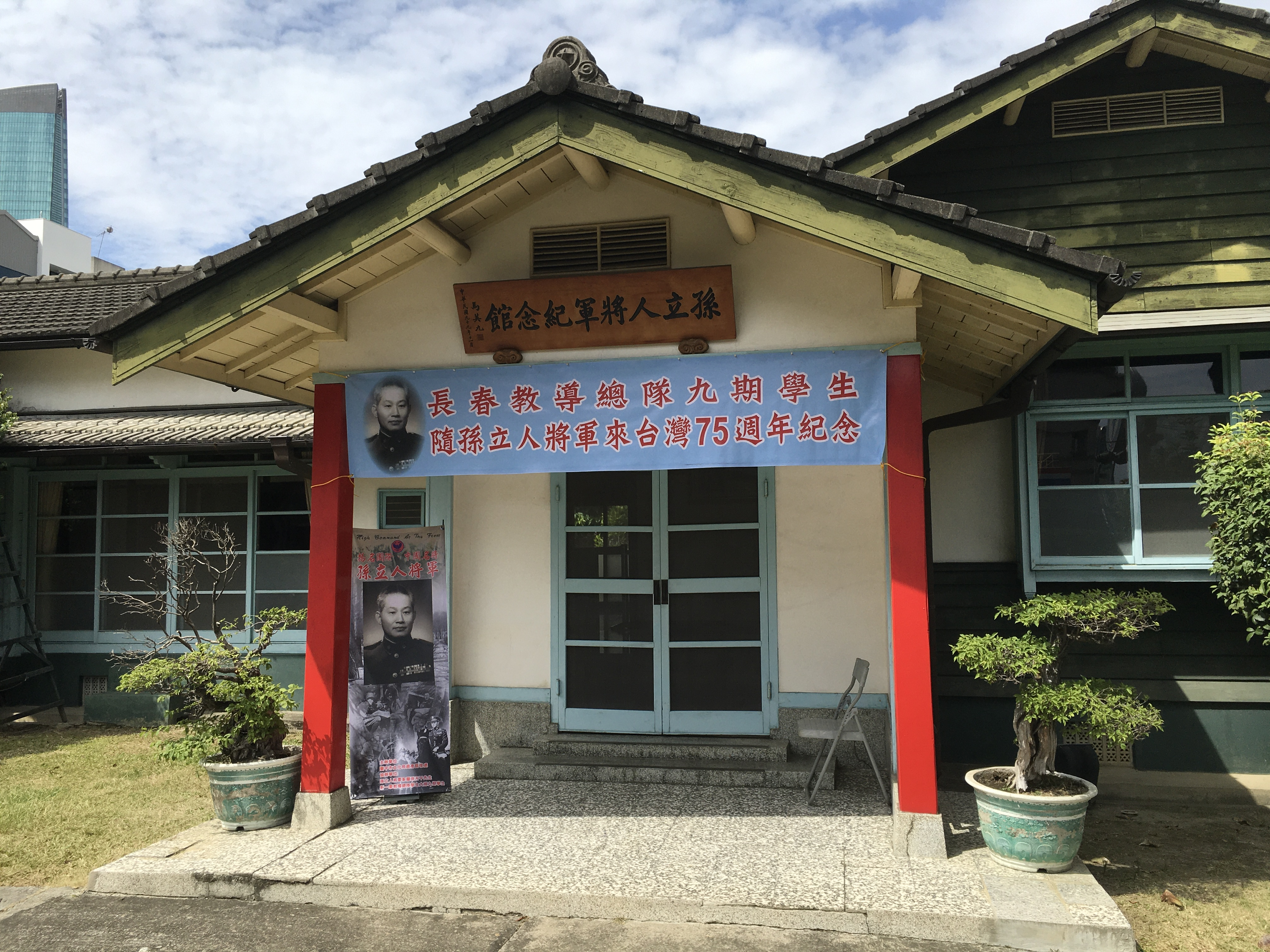
孫立人軟禁故居

1955年5月25日，孫舊部屬郭廷亮被捕，遭嚴刑拷問，軍統局長毛人鳳逼迫孫舊部屬郭自誣為匪諜，引發“郭廷亮匪諜案”。5月28日蔣召見孫，說他打仗不行，解除了他的職務，將他軟禁在家，派人監視。6月，國府以其部屬少校郭廷亮預謀發動兵變為由，對孫實施看管偵訊。8月20日，孫立人兵變案公开化，政府以“纵容”部属武装叛乱，“窝藏共匪”，“密谋犯上”等罪名，公開革除孙总统府参军长职务。總統府參軍長孫因「匪」諜郭廷亮案引咎辭職，蔣指定陈诚为主任等9人組織调查委员会澈查:82。10月，孫立人案調查委員會提出調查報告，蔣以孫立人抗戰有功，特准予自新，毋庸議處:83。孙被判处“长期拘禁”在臺中市向上路寓所。自孙被拘禁后，其亲信部属一一被调离军职查办，前后有108人因与本案有牵连而被捕入狱。
孫在台中寓所被軟禁時，出入都遭到特務監視，不能與人交談。孫妻子在院子裡種玫瑰然後拿到市場去賣，於是就有人稱那些玫瑰叫做“將軍玫瑰”。1988年1月13日蔣經國逝世後，國防部長鄭為元親自下令解除了孫長達33年的軟禁，恢復其自由。
1990年11月19日，孫病逝于臺中市西區的寓所，享壽89歲。
時任行政院院長郝柏村接受總統李登輝命令，派陸軍總司令部辦理治喪事宜。故總統夫人蔣宋美齡致送花圈、總統李登輝頒發褒揚令給予褒揚：
|                                                                          | 總統令 總統府前參軍長除役陸軍二級上將孫立人，學精韜略，性稟剛方，早歲自美國維吉尼亞軍校畢業，歸國陳力，歷經剿匪、抗戰、戡亂諸役，南北馳騁，戰績彪炳，洊膺團、師、軍長、陸軍副總司令、總司令兼台灣防衛總司令等職，勳猷卓著。尤以抗戰時遠征緬甸，解仁安羌盟軍之圍，復破頑敵，打通中印公路，揚威異域，馳聲宇內﹔來台後，組訓新軍，鞏固復興基地，益宏靖獻。茲聞溘逝，軫悼殊深，應予明令褒揚，用昭勳藎。 |
| —— 總 統 李登輝 行政院長 郝柏村 中華民國七十九年十二月七日 典璽官 甯紀坤 | |

喪禮由總統府資政鄭為元主祭，參謀本部、三軍總司令部等陸海空高級軍官皆出席。靈柩由清華大學校旗覆旗委員洪同、李榦、劉兆玄、張昌華覆蓋校旗，維吉尼亞軍校校旗覆旗委員溫哈熊、溫儉、葉晨暉覆蓋校旗，再由中華民國政府指派之覆旗官，許歷農、羅本立、溫哈熊、黃幸強四位上將代表國家覆蓋國旗，備極哀榮。遺體安葬臺中市北屯區大坑東山墓園。
孫立人對二次大戰的貢獻也獲得國際肯定，維吉尼亞軍校在校史館中，將孫立人同另兩位第二次世界大戰中的傑出校友──馬歇爾將軍和巴頓將軍並列，永久展覽孫立人生前所用的軍服、軍帽、馬靴、馬鞭、繳獲的日軍軍旗、畢業證書和畫像。

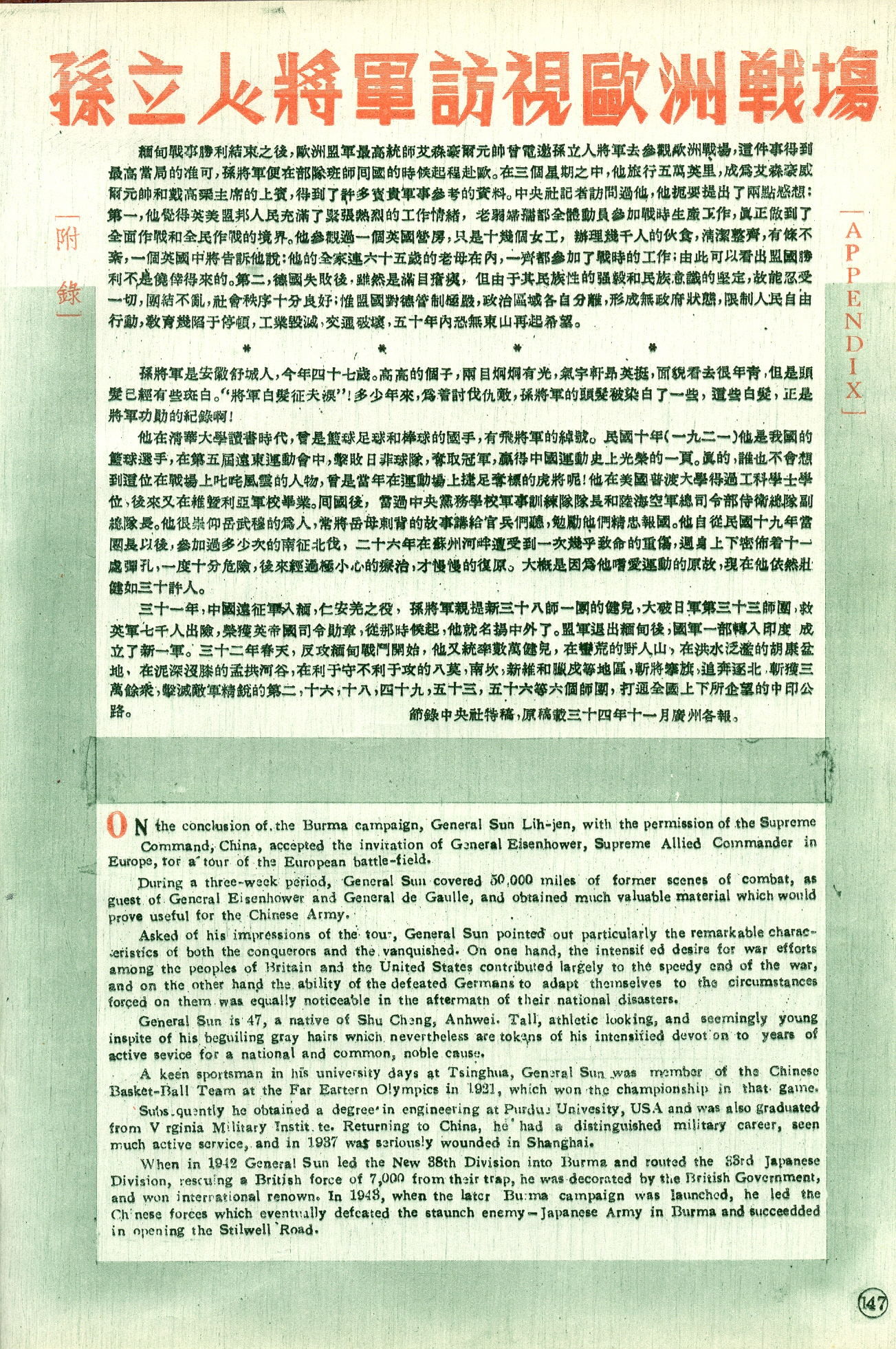
孫立人曾於二次大戰時訪視歐洲戰場

## 孫立人兵變案
孫立人兵變案（郭廷亮匪諜案），對「孫案」之調查，最初由副總統陳誠為主任委員，與王寵惠、許世英、張群、何應欽、吳忠信、王雲五、黃少谷、俞大維等組成「九人委員會」，負責調查「郭廷亮匪諜案」。另外監察院也由中國國民黨籍監察委員陶百川、無黨籍監委曹啟華、蕭一山、王枕華、余俊賢等「五人小組」自行發動調查。陳誠的九人小組審訊郭廷亮等，得到彼等「坦承不諱」之「自首」結果。由於郭係孫立人之聯絡官，九人調查小組認為孫立人「未適當防範，有失查之責」。軍事法庭遂以匪諜罪判處郭廷亮死刑，隨後由高層下令改為無期徒刑，逕送綠島。孫立人被判無期限監禁在家。
監察院陶百川等「五人小組」之調查結果與「九人小組」差異甚大。監院認為郭廷亮等確係主張軍事改革，但絕無興兵叛亂之情節。所謂遭人檢舉，乃屬國民黨軍隊內部派系構陷，不足為憑。孫立人對此應毫無責任。監院調查結果因與「九人小組」差異過大，調查期間遭到情治跟監，最後僅在院內會議祕密報告後即以極機密封存，不再公開。
1991年，郭廷亮假釋自綠島返臺，至臺北奔走，希望平反孫立人罪名。卻在桃園縣中壢車站，自火車摔至月臺上後身亡。司法調查以意外或自殺結案，但學者認為可能是遭謀殺。
1998年孫案涉案人及家屬要求監察院公佈「五人小組」報告並還原真相。2001年1月8日，監察院通過決議，稱孫案乃「被陰謀設局的假案」。中央研究院近代史研究所朱浤源教授獲政府新臺幣六十萬元經費補助，就孫立人兵變案進行專門研究。朱浤源認為找不到任何證據證明孫立人有軍事叛變行為。
2014年7月，監察委員李炳南、趙榮耀、馬秀如等人公布對當初「九人小組」調查檔案的報告。在檔案中，總政治作戰部主任蔣經國曾向蔣中正建議拔除孫立人兵權，以防他叛變。調查結果認為，蔣中正曾直接對孫案下達許多指示，這個案件是利用美國麥卡錫主義興起，反共意識抬頭的機會，設局將孫立人軟禁，以免蔣中正權力遭威脅。美國政府在本案發生後，曾私下對中華民國政府表示關切，因此事件才未擴大。這個報告中，同時對郭廷亮進行平反，認為他係遭構陷。
2017年10月，由新聞報導一起軍備局產權訴訟判決，法院文件揭露出1955年陸軍第十軍中校劉永德，曾於一九五五年檢舉郭廷亮意圖發動兵變，經第十軍政戰部主任阮成章少將轉報，由前總統蔣經國（時任國防會議副秘書長）指派劉永德，深入叛亂組織擔任內線為時數月揭發叛變案。後來蔣經國下令「便簽」交辦，特准核撥獎勵專款八萬元給予劉永德獎勵。

## 評價
孫被認為是國民革命軍中，具備豐富現代化作戰經驗和卓越指揮才能的將領，他非常愛護部屬，因此由他所帶領的軍隊極具向心力、非常地忠貞愛國。孫並且擁有崇高的國際聲望，是國民革命軍中與眾不同的一名將軍，也是國軍當中極少數從美國軍校畢業的高階將領，因受西式教育的影響，陸軍總司令任內他批評政工權力過大，是威權時期少數勇於提出改革建言者。孙是以客攻主、以少戰多、以弱敵強而皆能克敵致勝的名將。他長期在补给完善的精锐部队任职，无论在中缅印对日战役，或在东北新一軍对中共的战事等，面对各种艰苦复杂的作战环境皆有深刻的认识与卓越的战绩；但因個性心直口快、人際關係處理得不圓通，再加上深得部屬們的尊敬與美國政府的青睞，使他於不知不覺中，陷入政治漩渦，而遭人構陷。

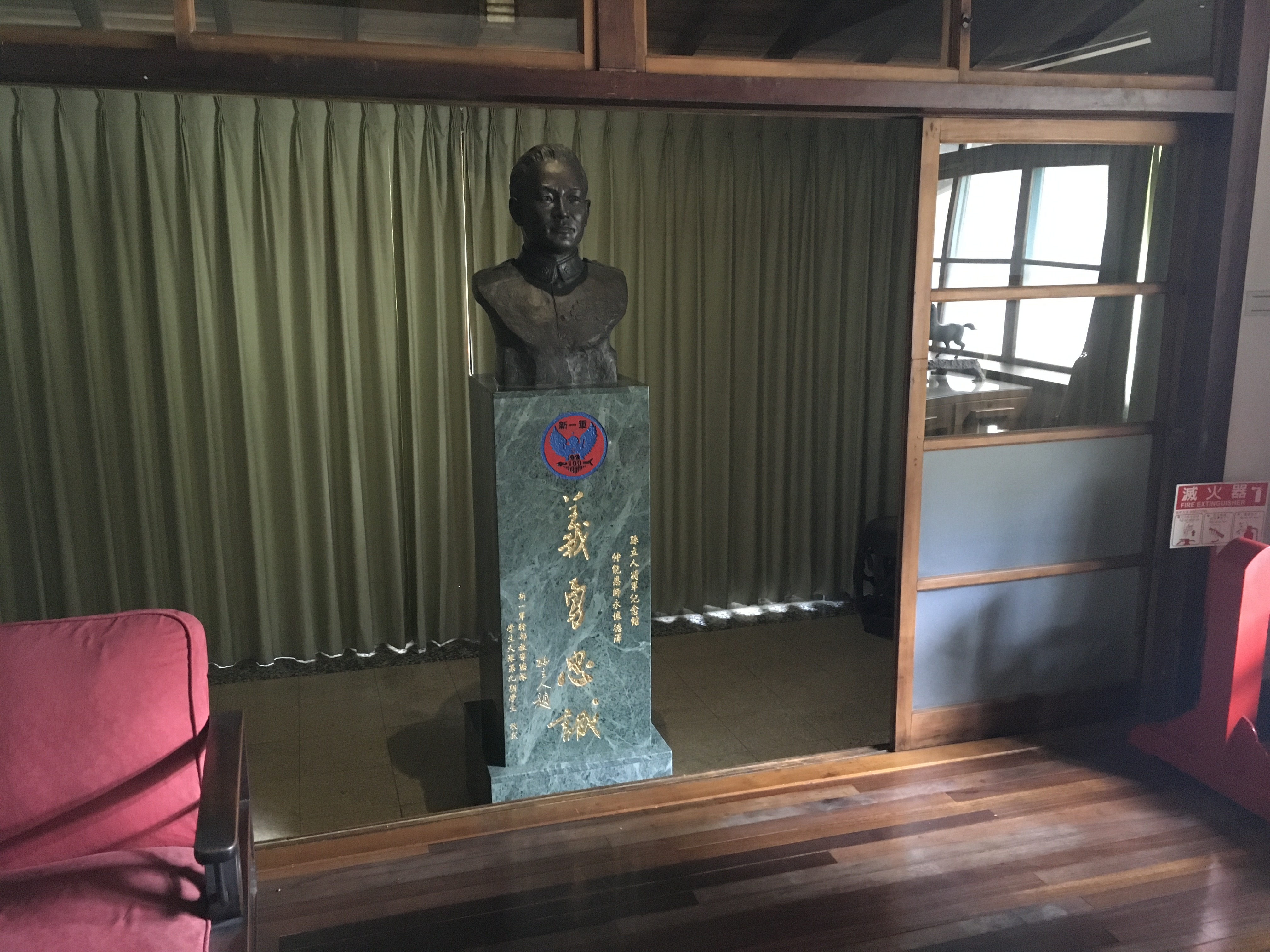
孫立人雕像

孫終身抱持忠貞信念不改。在《孫立人言論選集》中，孫多次強調做人要腳踏實地，以「誠」與「拙」自許，主張誠懇，反對以小聰明奉承上級。前駐泰大使、曾隨孫擔任秘書四年的沈克勤，在日後公開的蔣介石日記中關於孫一案記載，以自對孫一生的觀察，用「直性而行，率性而為」八字，作為孫個性與行事作風的評價。沈克勤表示，「孫立人的精忠報國是不容懷疑的。」他回憶，1974年，他偷偷前去病床探視長期遭軟禁而臥病的孫，提及以佛家忘我來平撫被監禁與生病的苦難，遭孫指責：“如此，誰來救國？”他始終不曾忘記對國家的責任。但孫對於當時以政府為主所力行「以黨領軍」與兩蔣希望推動個人威權崇拜之理念作風頗有不贊同的微詞，造成他受到蔣整肅的結局。
孫過去在對如作戰策略或佈局等諸多處置作法之會議上，常會為一件事情的看法而與自身意見相左的長官或同軍階將領發生爭執，即便從事後觀點來看孫之意見看似是較為有利或正確，但當下之堅持己見的固執行為已令與孫共事過的長官、同軍階將領感到不悅。他功業過大，引起蔣與其他將領側目，因非出身黃埔系統，也不擅長逢迎，因此不得蔣信任。
反对意见则认为，孙孤高自傲、無黨籍，与作为国民革命军主流的黄埔系将领格格不入，也不擅协调各方面间之矛盾，使他在注重人脉的国民革命军中难有大作为。劉宜良（江南）的《蔣經國傳》中曾提到：「孫是個非常優秀的帶兵官，但是位很壞的領袖。講人際關係，和他的同輩，幾乎沒有人可以和得來。」香港《七十年代》刊「孫立人在台兵變經過」一文，對孫受排擠的情況有相當生動的描寫：「可憐的陸軍，四面是海，可憐的總司令，孤掌難鳴，陸軍提出的許多問題，都遭到空海軍的聯合杯葛、阻礙。有時孫立人氣急了，就在會議上向蔣中正報告說：海軍、空軍如何好、如何行，那麼請總統將陸海空三軍測驗一下，比一比，看究竟那一軍好。先從我們三軍總司令考起，比文也好、比武也好、比立正稍息也好、比X+Y也好，由你們海空軍決定好了。像這樣情形，最後還是由蔣中正打圓場。」其部屬沈克勤回憶，空軍總司令周至柔曾多次表示想與孫結拜，但孫為了爭取陸軍權益，曾當眾與周至柔吵架。因為對政戰系統不滿，蔣經國來拜年時，孫也置之不理。
1955年孫事件發生，據當時擔任總政戰部主任的張彝鼎指出：「這件事情很複雜，孫立人是一個很有才能的人，老總統（蔣中正）也很看重他，但是孫立人的個性太强。」「做為一個武將，能和古代的郭子儀或民國的徐永昌那樣，隨和一點，會比較好。像徐永昌，先後在馮玉祥、閻錫山及老總統手下做過事，和每一個人都處得很好，這樣才算成功。」

### 與美國關係
孫曾在美國留學，在第二次世界大戰中，率領中國遠征軍，獲得美國軍方的高度評價，被認為是當時中國最優秀、最具國際觀的將領。但也因此在國民政府遷台之後遭到蔣懷疑他挾美國以自重。
1949年2月11日，美國麥克阿瑟將軍派一名中將特使到台灣，邀請孫立人到東京會談。孫通過臺灣省政府主席、臺灣省警備總司令部總司令陳誠先要求蔣的許可，蔣同意後，孫搭乘麥克阿瑟的飛機飛往日本。麥克阿瑟告訴孫，美國希望孫承擔防衛台灣的責任，美國將給予他全力支持，但孫表明他支持蔣。當回到台灣後，孫立即向陳誠報告麥克阿瑟與他的談話，並要求陳向蔣報告此事。
美軍顧問團至台灣對蔣提供建議，蔣曾經詢問過美軍顧問，對國軍將領的評價。其中只有孫得到美軍顧問的高度評價，認為他可以指揮20萬人以上的部隊，至於陳誠，被認為只有團長的能力。
1950年，美國國務院曾擬定方案，要在台灣由孫立人發動政變推翻蔣，軍隊指揮權交給孫；以胡適替代蔣，孫同意並要求美國協助，但胡適認為美國一再背叛盟友太過卑劣而斷然拒絕。計畫擬定後恰巧在6月韓戰爆發，美國總統杜魯門下令第七艦隊巡弋台灣海峽。美國國務院內部重新支持蔣，孫被美國拋棄，但蔣並未將孫叛變之事公開,之後將其軟禁看管。
孫長期主張反攻中國大陸，在韓戰期間，曾主張借此機會反攻。從以後被公開的蔣日記裡可知，從1951年的1月初開始，孫提出反攻大陸計劃，極力想說服蔣同意這個方案，同時希望取得反攻大陸全盤之軍事指揮權，甚至以辭職要脅。結果被蔣批評為「自不量力，只想藉美國之感情保護。」
前陸軍上將、寓居在香港的張發奎，在《張發奎口述自傳》文中評論過去活躍於檯面上的政壇人物時，對孫之下場的是如此評論：「恃才傲物是孫立人失勢的主要原因，美國人想扶植他反而害了他。他以為美國人支持他，以至得意忘形。然而，美國人是不可靠的，孫立人的矜才使氣使他得不到蔣先生的信任。」

## 著作
《孙立人言论选集》朱浤源主編 中研院近史所 民國89年初版

## 家庭

### 故居
- 台北故居：日治時期為臺灣軍司令官官邸，採和洋混風建築樣式，風格特殊。民國三十六年（1947年）七月，代理陸軍副總司令兼陸軍訓練司令孫立人將軍，抵臺視察並決定於臺灣鳳山設立訓練基地，民國三十九年（1950年）此建築物成為孫將軍官邸，直到民國四十四年（1955年）八月孫立人事件發生止。2004年1月15日臺北市政府指定為市定古蹟（府文化二字第09304425500號），現為中華民國國防部陸軍聯誼廳，現址為臺北市南昌路一段136號。

- 台中寓所：為一棟臺灣日治時期建成的日本傳統木構建築，孫立人事件後全家移居此處被政府持續監視，1956年6月被迫遷居臺中市西區，1988年5月政府解除監視後依舊居住此處，孫立人平時有空種種玫瑰，靠家人賣「將軍花」維生，1990年11月19日病逝於此處，今為孫立人將軍故居。

孫立人始終思念著安徽老家，1988年，孫的舊屬潘德輝回鄉探親，孫委託他到安徽廬江代為祭祖。經過查訪發現，孫的祖墳早在文革時就被挖掉了，但潘還是代孫立人舉行了隆重的掃墓儀式，並拍照帶回。孫立人看到照片，激動地要向潘行跪拜大禮。1990年，潘再度受孫委託，回鄉洽商墓地遷葬事宜。返臺後，孫立人已處昏迷狀態，喃喃地説：“為什麼到今天才回來，我等你好久啊！”隨即又陷入昏迷。

### 妻
- 龔夕濤，元配，1919年结婚，1979年逝，享壽七十九歲。[22]
- 孫張清揚（張晶英），1913年生，1992年7月22日去世[23]。其喪葬事宜由佛光山承辦，靈骨奉安於佛光山萬壽園的一座獨立寶塔。
- 張美英，1928年12月19日出生於台灣台南州曾文郡麻豆街（今台南市麻豆區），護士出身，和張晶英非親戚關係。張晶英因為一直未能生育，感到愧疚，於是安排與孫立人年紀有段差距的張美英嫁入作妾，膝下四子女皆為她所生。2016年1月15日卒於美國北卡羅萊納州杜克大學醫院[24]。

### 子女
孫立人始終認為「中國安定，天下太平」，因此其四位子女即取其中“中”、“安”、“天”、“太”再加上“平”字做為他們的名字。孫立人出身北平清華大學土木工程學士，子女不少亦入讀國立清華大學。
- 長女「孫中平」（1952年－）國立清華大學核子工程系學士、美國康乃爾大學材料科學暨工程博士，曾任美商IBM台灣總經理、台積電企業規劃組織副總經理，後擔任台積電行銷業務部門的產品定價暨事業流程處主管。[25][26]
- 長子「孫安平」（1955年－）國立清華大學物理學碩士，美國南加州大學材料工程碩士。 現任職於美國硅谷。[27][28]
- 次子「孫天平」（1957年－）美國維拉諾瓦大學電子計算機工程碩士，美國威廉瑪麗學院工商管理碩士。 現任職於台資企業漢民科技（上海）有限公司，職務為區域總監。[27][29]
- 次女「孫太平」（1958年－）[29]國立清華大學[28]化學系畢業，美國杜克大學生物化學博士，美國杜克大學生物系教授。[27][30][31]
- 義子「揭鈞」（1939年－）[32][33]加拿大滑鐵盧大學化學系榮休教授[34]。

## 外部連結
- 孫立人將軍紀念館的Facebook專頁
- 臺中市文化資產處參訪民眾線上預約導覽（页面存档备份，存于）
- 榮民文化網 - 常勝將軍孫立人（页面存档备份，存于）
- 公共電視_孫立人三部曲（页面存档备份，存于）
- 飛躍四海軍事網 - 孫立人將軍
- 義子揭鈞紀念孫立人之網頁
- 父親那場永不止息的戰爭 - 王明珂
- 麥瑞爾突擊隊
- 美國75遊騎兵團
- 美國遊騎兵
- 中國評論新聞：檔案解密：美國策劃台灣軍隊“政變”始末（页面存档备份，存于）
- 《人民日报》历史上的今天，11月19日（页面存档备份，存于）
- 再談孫立人－1984的回顧（页面存档备份，存于）
- 孫立人的歷史回顧（页面存档备份，存于）
- 孫立人鎮寺偷兒止步
- 美國杜克大學孫太平教授英文簡介（页面存档备份，存于）
- 风范大国民：玫瑰将军孙立人（页面存档备份，存于）
- 臺灣保三警察隊歷史部份官兵又轉回原本的稅警
- 孫立人將軍忘年交為他平反為他愁
- 孫立人「佔用」興大校地爭議始末 – 中興大學鹿鳴文化資產中心

| 军职           | 军职                                           | 军职        |
| -------------- | ---------------------------------------------- | ----------- |
| 中華民國國防部 |                                                |             |
| 前任： 顧祝同  | 中華民國陸軍總司令 第八任 1950年3月－1954年6月 | 繼任： 黃杰 |